# J̈
Cette page contient des caractères spéciaux ou non latins. S’ils s’affichent mal (▯, ?, etc.), consultez la page d’aide Unicode.
J̈ (minuscule : j̈), appelé J tréma, est un graphème utilisé comme lettre latine additionnelle dans l’écriture du sikuani et dans la romanisation ALA-LC du sindhi écrit avec l’alphabet arabe ou la devanagari. Elle est formée de la lettre J diacritée d’un tréma suscrit. 

## Utilisation
En sikuani, le ‹ j̈ › est utilisé dans l’alphabet sikuani unifié, alternativement il est aussi écrit ‹ x ›.
Dans la romanisation ALA-LC du sindhi, ‹ j̈ › translittère le dyeh ‹ ڄ › de l’alphabet arabe ou le j̈a ‹ ॼ › de la devanagari représentant une consonne occlusive injective palatale /ʄ/.
Cette lettre n’est exclusive qu’à la langue Pingasorienne.

## Représentations informatiques
Le J tréma peut être représenté avec les caractères Unicode suivants :
- décomposé (latin de base, diacritiques) :

| Formes    | Représentations | Chaînes de caractères | Points de code | Descriptions                                |
| --------- | --------------- | --------------------- | -------------- | ------------------------------------------- |
| capitale  | J̈               | J◌̈                    | U+004A U+0308  | lettre majuscule latine j diacritique tréma |
| minuscule | j̈               | j◌̈                    | U+006A U+0308  | lettre minuscule latine j diacritique tréma |